# Hermann Magerl
Hermann Magerl (* 13. Januar 1949 in Obertraubling) ist ein ehemaliger deutscher Leichtathlet. Sein größter Erfolg war der vierte Platz im Hochsprung bei den Olympischen Spielen 1972 in München.

## Leben
Magerl begann seine sportliche Laufbahn beim TSV Abensberg und wechselte dann zur TSG Süd Regensburg. 1970 und 1971 trat der Medizinstudent für den TSV 1860 München an, bevor er zurück nach Regensburg wechselte, wo er für die LG Regensburg startete.
1968 stand Magerl im Aufgebot für die Junioreneuropaspiele in Leipzig, die dann aber vom DLV boykottiert wurden. Nachdem er 1969 bei den Deutschen Meisterschaften in Düsseldorf mit 2,12 m den zweiten Platz hinter Ingomar Sieghart belegt hatte, stand er im DLV-Aufgebot für die Europameisterschaften 1969 in Athen, durfte aber erneut nicht antreten, nachdem der DLV wegen des Streits um die Starterlaubnis von Jürgen May alle Einzelstarter zurückzog. Im Juli 1970 stellte Magerl in Stuttgart den bundesdeutschen Rekord von Gunther Spielvogel mit 2,17 m ein und gewann zwei Wochen später mit 2,12 m den Deutschen Meistertitel. Nachdem der Mainzer Thomas Zacharias den deutschen Rekord auf 2,20 m gesteigert hatte, konnte Magerl im Juli 1971 erneut den Rekord einstellen. Bei den Deutschen Meisterschaften gewann 1971 Gunther Spielvogel vor Lothar Doster und Magerl. Beim Saisonhöhepunkt, den Europameisterschaften 1971 in Helsinki, schieden Doster und Spielvogel in der Qualifikation aus. Magerl erreichte als einziger bundesdeutscher Hochspringer den Endkampf, belegte dort mit 2,11 m aber nur den zwölften Platz.
1972 gewann Magerl mit 2,15 m seinen zweiten Deutschen Meistertitel. Im Vorfeld der Olympischen Spiele steigerte er den bundesdeutschen Rekord auf 2,22 m, allerdings hatte Stefan Junge aus der DDR den gesamtdeutschen Rekord am 10. Juni in Potsdam auf 2,23 m gesteigert. Im olympischen Finale am 10. September siegte Jüri Tarmak aus der Sowjetunion mit 2,23 m vor Stefan Junge und dem US-Amerikaner Dwight Stones, die beide 2,21 m überquerten. Mit seiner Höhe von 2,18 m belegte Hermann Magerl den vierten Platz. Eine Woche nach dem Olympiafinale steigerte Magerl in Cham den deutschen Rekord auf 2,24 m. Erst fünf Jahre später wurde dieser Rekord zuerst von Rolf Beilschmidt aus der DDR als gesamtdeutscher Rekord und kurz darauf von Carlo Thränhardt als DLV-Rekord auf 2,27 m gesteigert. Magerl belegte 1973 noch einmal den vierten Platz bei den Deutschen Meisterschaften, danach endete seine sportliche Laufbahn.
Bei einer Körpergröße von 1,88 m betrug Magerls Wettkampfgewicht 89 kg, er sprang im Straddle-Stil. Der promovierte Mediziner betreibt seit Jahrzehnten seine eigene Praxis für Allgemein- und Sportmedizin in Obertraubling.
2009 wurde die Praxis nach Regensburg verlegt.

## Rezeption
2020 befasste sich eine Schülergruppe aus Obertraubling im Rahmen des Geschichtswettbewerbs des Bundespräsidenten mit der Geschichte von Hermann Magerl unter dem Titel „Was wäre gewesen, wenn ...“ Der Schwerpunkt lag auf den Auswirkungen des Kalten Krieges auf ein Sportlerleben und auf persönlichen Wahrnehmungen der Olympischen Spiele 1972. Der Podcast wurde mit einem Landespreis, einem dritten Bundespreis und dem Sonderpreis des Deutschen Sport- und Olympiamuseums ausgezeichnet.